# Хьиле, Анкер
Анке́р Хьиле (норв. Anker Kihle; 19 апреля 1917 — 1 февраля 2000) — норвежский футболист, играл на позиции вратаря. Участник чемпионата мира 1938 года.

## Биография
В составе сборной Норвегии принимал участие на чемпионате мира 1938 года, но на турнире был запасным и на поле не выходил. Дебютировал за сборную Норвегии 14 июня 1939 года в матче со сборной Швеции — Норвегия выиграла 1:0. Всего за сборную Норвегии сыграл 2 матча.
Скончался 1 февраля 2000 года в Шиене в возрасте 82 лет.